# Püspöki palota (Rozsnyó)
A rozsnyói püspöki palota a város főterén, a Bányászok tere (Námestie baníkov) északi térfalában áll. Az emeletes, copf stílusú épület mai formáját 1777-ben nyerte el, miután a Mária Terézia által 1776-ban alapított Rozsnyói egyházmegye székhelye lett. Műemlék.

## Történelem
A jelenlegi palota egyik elődje a jezsuiták reneszánsz stílusban épült székháza, a másik az esztergomi érsek rozsnyói otthona volt. Az 1776-ban alapított Rozsnyói egyházmegye számára a két épület összekapcsolásával, bővítésével és emeletráépítéssel jött létre a püspöki palota főtérre néző magja. A terveket a királyi kamara besztercebányai építésze, Grossmann készítette, és Krauss Mihály mérnök vizsgálta felül. Az építkezést valószínűleg Mayer József helyi építész vezette.